# Соперничество футбольных клубов «Дерби Каунти» и «Ноттингем Форест»
Соперничество футбольных клубов «Дерби Каунти» и «Ноттингем Форест», также известное под названием «Дерби Ист-Мидлендс» — дерби между английскими футбольными клубами «Дерби Каунти» (графство Дербишир) и «Ноттингем Форест» (графство Ноттингемшир). Согласно опросам общественного мнения, «Дерби Ист-Мидлендс» является шестым по ожесточенности противостоянием в английском футболе, где 9 из 10 болельщиков двух клубов называют другого своим «самым ожесточенным соперником».
Начиная с сезона 2007 года команда-победитель матча «Дерби» — «Форест» награждается Трофеем Брайана Клафа в память о знаменитом английском наставнике Брайане Клафе, который руководил обоими клубами на протяжении своей долгой и успешной тренерской карьеры. Первый матч за трофей Брайана Клафа состоялся на стадионе «Прайд Парк» в городе Дерби 31 июля 2007 года, в котором команда хозяев выиграла со счетом 2:0. «Форест» является действующим обладателем трофея, сохранив его за собой после победы со счетом 2:1 на стадионе «Сити Граунд» 22 января 2022 года. С момента учреждения трофея фанаты обеих команд прозвали матч El Cloughico, ссылаясь на соперничество испанских клубов «Реал Мадрид» и «Барселона», известное как Эль-Класико.

## История соперничества
Первый в истории матч между командами прошел 1 октября 1892 года на стадионе «Ипподром Граунд» в рамках Первого дивизиона футбольной лиги, в котором «Ноттингем Форест» победил со счетом 3:2. Ответный матч в январе 1893 года также завершился победой «Ноттингем Форест», но на этот раз уже со счетом 1:0. Только в сезоне 1894/95 «Дерби» сумел одержать первую победу над своими будущими соперниками, обыграв «лесников» со счетом 4:2 в сентябре 1894 года. Хотя клубы изначально являлись соперниками в основном лишь из-за своей географической близости, соперничество заметно усилилось в конце 1970-х, когда Брайан Клаф был назначен главным тренером «Форест», к большому разочарованию болельщиков «Дерби». Британский журналист Дункан Хэмилтон утверждает, что среди поклонников обеих команд до сих пор не прекращаются споры о том, какой из клубов был Клафу дороже. 
2 ноября 2008 года арбитр Стюарт Эттуэлл оказался в центре внимания, когда он не засчитал два гола «Дерби» на последних минутах поединка, удалил с поля восемь игроков и выдал прямую красную карточку полузащитнику «Фореста» Льюису Макгугану. Владелец «Дерби» Пол Джуэлл особенно громко выразил свое разочарование работой Эттуэлла, обвинив 25-летнего судью в «потере контроля» над игрой и лишении «баранов» победы.
Шумиха в прессе вокруг его работы привела к тому, что Эттуэлла вызвали на встречу с главой судейского корпуса Китом Хэккеттом и он был отстранен от судейства на следующую неделю. Через несколько дней после игры Джуэлл сообщил, что член Футбольной ассоциации связался с ним и заявил, что второй гол не должен был быть отменен. Вражда между клубами еще более усилилась с назначением бывшего менеджера «Дерби» Билли Дэвиса в «Форест» в декабре 2009 года, наряду с подписанием нескольких бывших игроков «Дерби», включая Роберта Эрншоу и Декстера Блэкстока, и назначением Найджела Клафа тренером «Дерби», наряду с подписанием бывшего футболиста «Фореста» Криса Коммонса.
Два непростых матча в Кубке Англии, в том числе один, в котором «Дерби» уступил со счетом 2:0, а затем выиграл со счетом 3:2 и одержал победу на «Сити Граунд» впервые с 1971 года, а также размахивание Робби Сэвиджа клубным шарфом после матча не расположило к нему болельщиков «Фореста».
После завершения матча 29 августа 2009 года, в котором «Форест» выиграл со счетом 3:2, обеспечив себе первую победу над «Дерби» за 61 год, между игроками команд произошла массовая драка, в результате чего оба клуба были оштрафованы по решению Футбольной ассоциации. Вторая потасовка вспыхнула во время ответного матча в январе 2010 года после того, как Крис Гантер и Джей Макевели подрались, из-за того, что последний отказался отдать мяч для вбрасывания «Фореста».
Футбольная ассоциация Англии объявила, что проведет расследование этого инцидента, в то время как бывший менеджер «Дерби» Билли Дэвис заявил, что Найджел Клаф напал на него во время рукопашной схватки, и подал официальную жалобу в Ассоциацию менеджеров лиги. В этом противостоянии также были удалены игроки в четырех встречах подряд с января 2011 года; два у «Дерби» (Дин Мокси и Фрэнк Филдинг) и два у «Фореста» (Маркус Тадгей и Декстер Блэксток, оба бывшие игроки «Дерби»). 
В сезоне 2011/12 «Дерби» оформил первый дубль в противостоянии с 1972 года. Во встрече на «Сити Граунд» «Дерби» оправился от поражения и пропустил гол через пять минут, однако в итоге выиграл со счетом 2:1 на «Сити Граунд», прежде чем автогол Джейка Бакстона привел к поражению со счетом 1:0 во втором матче. Успех «Дерби» в этом матче продолжился и в сезоне 2012/13, когда клуб одержал еще одну крупную победу, четвертую за шесть выездов на стадион «лесников». Обе команды одержали домашнюю победу в сезоне 2013\14: «Форест» выиграл со счетом 1:0 на «Сити Граунд» в сентябре, однако затем «Дерби» победил со счетом 5:0 на «Прайд Парк» в марте 2014 года, что стало рекордным отрывом в истории соперничества клубов.
Следующая встреча завершилась вничью со счетом 1:1 на «Сити Граунд» в сентябре 2014 года, за которой последовала победа «Ноттингем Форест» со счетом 2:1 на «Прайд Парк» в январе 2015 года. В марте 2017 года матч, состоявшийся на «Сити Граунд», завершился вничью со счетом 2:2, а в октябре «Дерби» выиграл со счетом 2:0 на «Прайд Парк». Проведя вместе тринадцать лет в Чемпионшипе, в конце сезона 2021\22 «Форест» впервые с 1999 года вернулся в Премьер-лигу, в то время как «Дерби» впервые с 1986 года вылетел в Лигу 1.

## Переходы из клуба в клуб

### Игроки
Со времен Второй мировой войны за обе команды выступали около 30 футболистов. Большинство подобных трансферов произошло в 1970-х и 1980-х годах, когда Брайан Клаф пригласил многих из бывших игроков «Дерби» в свой новый клуб «Форест». Однако первым заметным игроком стал шотландский левый вингер Стюарт Имлах, после неудачного выступления в «Дерби» в сезоне 1954/55 подписавший контракт с «Форестом» за 5000 фунтов стерлингов в 1955 году. В составе «Ноттингем Форест» Имлах стал обладателем Кубка Англии 1959 года. Следующим прямым трансфером между двумя клубами стал Рой Патрик в 1959 году, за ним последовал Алан Хинтон. Хинтон провел в «Форесте» четыре года с 1963 по 1967, прежде чем Клаф подписал с ним контракт за 30 000 фунтов стерлингов. «Форест» считал Хинтона довольно посредственным игроком, и было известно, что несколько директоров «Фореста» самодовольно заявляли, что «Дерби» «скоро потребует свои деньги обратно». Они оказались неправы, когда Хинтон сыграл 253 матча за «баранов» в течение следующих 8 лет, забив в общей сложности 63 гола и выиграв два чемпионских титула. В других переходах «Фореста» в «Дерби» в конце 60-х — начале 1970-х Терри Хеннесси перешел в «Дерби» непосредственно из «Фореста», а Генри Ньютон и Фрэнк Вигналл перешли после аренд в «Эвертоне» и «Вулверхэмптон Уондерерс» соответственно. Все эти игроки внесли весомый вклад в регулярные триумфы «Дерби» в период с 1969 по 1975 годы. После перехода Клафа в «Форест» в 1975 году он подписал контракт со многими своими бывшими игроками «Дерби». И Джон О’Хара, и Джон Макговерн первоначально последовали за Клафом в «Лидс Юнайтед» в 1974 году, а затем присоединились к нему в «Форесте», дважды выиграв Кубок Европейских чемпионов. Арчи Геммилл присоединился к «Форест» непосредственно из «Дерби» в 1977 году, а Колин Тодд присоединился к «Форест» в 1982 году, через четыре года после ухода из стана «баранов».
Геммилл вернулся в «Дерби» в 1982 году (через три года после окончания своего контракта в «Форесте»), став единственным в истории игроком, который повторно подписал контракт с одной стороной после игры за другую, по крайней мере, на полный срок. Чарли Джордж, который выступал за «Дерби» в период с 1975 по 1978 годы, присоединился к «Форесту» на правах аренды из «Саутгемптона» в 1980 году, прежде чем вновь подписать контракт с «Дерби» на 11 матчей в 1982 году. Двигаясь в другом направлении, трое обладателей Кубка европейских чемпионов в составе «Фореста» присоединились к «Дерби».
Самым известным является Питер Шилтон, перешедший из «Фореста» в «Саутгемптон» в 1982 году и присоединившийся к «Дерби» на пятилетний период с 1987 по 1992 годы. Самым печально известным трансфером был переход Джона Робертсона. Робертсон был подписан Питером Тейлором в 1983 году в результате весьма спорного трансфера, который в конечном итоге был передан в суд. Клаф почувствовал, что его старый приятель провернул закулисную сделку, и два бывших партнера поссорились, так и не сумев примирить свои разногласия до смерти Тейлора на Майорке в октябре 1990 года. Другим бывшим обладателем Кубка Европейских чемпионов, перешедшим в «Дерби», был Кенни Бернс, который провел в «Дерби» год с 1984 по 1985. Все трое из этих игроков подписали контракт с «Дерби» в то время, когда большие успехи «Фореста» были еще свежи в памяти, а «бараны», напротив, переживали острый кризис.
С тех пор было несколько известных игроков, которые выступали за оба клуба. Среди наиболее известных — вратари Джон Миддлтон, Стив Саттон и Ли Кэмп, защитники Гэри Чарльз, Гэри Миллс и Даррен Уосс, полузащитники Стив Ходж, Глин Ходжес, Дэррил Пауэлл и Ларс Бохинен, а также нападающие Миккель Бек, Декстер Блэксток и Дин Сондерс. 30 мая 2008 года Роб Эрншоу стал первым игроком, который перешел непосредственно между двумя клубами за 15 лет (со времен Гэри Чарльза в 1993 году), когда он согласился на сделку за 2,65 млн фунтов стерлингов, чтобы перейти в «Форест» из «Дерби» менее чем через год после перехода на «Прайд Парк». Три дня спустя за этим трансфером последовал переход вингера «Фореста» Криса Коммонса в «Дерби», хотя он был отпущен «Форестом» первым, что означало, что он не переходил непосредственно из одного клуба в другой. После отказа от продления контракта с «Ноттингем Форест» в мае 2011 года нападающий Натан Тайсон присоединился к «Дерби Каунти» в июне 2011 года. В июле 2015 года бывший нападающий «Дерби» Джейми Уорд присоединился к «Форесту» на правах бесплатного трансфера.

### Тренеры
Первым человеком, который стал тренером в обоих клубах, был Гарольд Уайтман. Игрок «Дерби» с 1919 по 1927 годы, Уайтман был ассистентом тренера «Дерби» Джорджа Джоби, а позже тренировал «Ноттингем Форест» с 1936 по 1939 годы. Питер Тейлор пошел по аналогичному пути, он был помощником тренера как в «Дерби», так и в «Форесте», став полноправным наставником «Дерби» в 1982 году.
Первым человеком, возглавившим оба клуба, был Дэйв Маккей, который руководил «Форестом» с 1972 по 1973 годы, прежде чем перейти в «Дерби» в 1973 году в качестве замены Брайану Клафу. Маккей выиграл титул чемпиона Первого дивизиона вместе с «Дерби» в сезоне 1974/75, что стало вторым титулом клуба в первом дивизионе за четыре сезона.
Клаф руководил коллективом в период с июня 1967 по октябрь 1973 года, выиграв титул чемпиона Второго дивизиона, чтобы получить повышение в 1968—1969 годах, и выиграв титул чемпиона Первого дивизиона в 1971\72. За этим последовало спорное поражение в полуфинале Кубка Европейских чемпионов от туринского «Ювентуса» в сезоне 1972/73. Клаф присоединился к «Ноттингем Форест» в январе 1975 года, после работе с «Брайтоном» и знаменитых 44 дней в «Лидс Юнайтед». Клаф сменил на тренерской скамье Аллана Брауна, а «Форест» в то время боролся во втором дивизионе. В сезоне 1977/78 «Форест» выиграл титул чемпиона Первого дивизиона в своем первом сезоне после того, как получил повышение из Второго дивизиона, выиграв Кубок лиги ранее в сезоне 1977/78. В сезоне 1978/79 «Форест» сохранил Кубок лиги и выиграл Кубок Европейских чемпионов. В 1979—1980 годах «Форест» едва не выиграл третий Кубок лиги подряд, но в финале проиграл «Вулвз», однако сохранил за собой Кубок Европейских чемпионов. Позже, во время работы Клафа, «Форест» выиграл еще 2 Кубка лиги. Клаф выиграл Первый дивизион как с «Форестом», так и с «Дерби», став первым человеком, выигравшим его с двумя разными клубами со времен Герберта Чепмена. Он окончательно покинул клуб в 1993 году.
31 декабря 2008 года было объявлено, что Билли Дэвис станет новым менеджером «Фореста». Дэвис остался без работы после своего увольнения из «Дерби» в ноябре 2007 года, что сделало его третьим человеком, руководившим обоими клубами. Стив Маккларен стал четвертым человеком, руководившим обеими командами, когда он занял пост главного тренера в «Дерби» в октябре 2013 года. Ранее он руководил «Ноттингем Форест» на протяжении 112 дней в 2011 году.

## Трофей Брайана Клафа
В 2007 году руководство обеих команд предложило учредить специальный приз — Трофей Брайана Клафа, названный в честь легендарного тренера двух команд. Первый матч за кубок состоялся на арене «Прайд Парк» 31 июля 2007 года, «Дерби» одержал победу со счетом 2:0. Первая победа «Фореста» в матче за трофей была одержана со счетом 3:2 на «Сити Граунд» в августе 2009 года. «Ноттингем Форест» является действующим обладателем титула после победы со счетом 2:1 на стадионе «Сити Граунд» 22 января 2022 года.

## Происшествия
Во время проведения «Дерби Ист-Мидлендс» нередкими являются случаи хулиганства и насилия. Так, 23 января 2009 года, в день матча Чемпионшипа на стадионе «Прайд Парк», который смотрели более 32 000 болельщиков, фанаты двух команд столкнулись в пабе «Флоренс Найтингейл» в Дерби, а фанаты «Фореста» бросили две овечьи головы в пабах Дербишира. 29 марта 2010 года Королевский суд Дерби признал шестерых болельщиков «Фореста» и шестерых болельщиков «Дерби» виновными в преступлениях, связанных с этим инцидентом. Лидером драки был 49-летний Иэн Иннес, поклонник «Дерби», который возглавил нападение на фанатов «Фореста» в пабе.
Он получил 20-месячный тюремный срок и 10-летний запрет на посещение всех футбольных матчей в Англии и Уэльсе. Его 25-летний сын Стивен также был признан виновным в участии в нападении и получил один год тюремного заключения вместе с шестилетним запретом посещать футбольные матчи. Судья первой инстанции осудил Иэна Иннеса как «совершившего полный позор». Во время матча между двумя командами в сентябре 2012 года были арестованы 13 человек, хотя сам матч прошел без каких-либо серьезных инцидентов.